# المشنان (ذي السفال)

تعديل مصدري - تعديل

المشنان هي إحدى قرى عزلة حبير بمديرية ذي السفال التابعة لمحافظة إب، بلغ تعداد سكانها 484 نسمة حسب تعداد اليمن لعام 2004.